# Elyas M'Barek
Pour les articles homonymes, voir M’Barek.
Elyas M'Barek [eˈliːas mˈba:ʁɛk], né le 29 mai 1982 à Munich en Allemagne, est un acteur autrichien,.

## Biographie
Il naît et grandit à Munich,, d'un père programmateur d'origine tunisienne et d'une mère infirmière d'origine autrichienne. Il a deux jeunes frères. Son frère Joseph M'Barek (de) est aussi un acteur.
À treize ans, il est allé dans un pensionnat catholique dans le Metten et a terminé ses études à dix-huit ans avec un certificat d'études secondaires.
Il est membre de la Bundesverband Schauspiel (de).
En 2022, l'acteur est déclaré en couple avec une actrice et mannequin d'origine américaine, Jessica Riso. Le couple est fiancé depuis décembre 2021 et devrait se marier dans le courant de l'année.

## Carrière

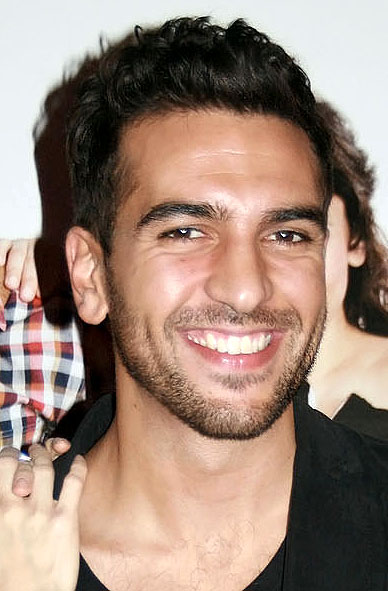
Elyas M'Barek à l'avant-première de What a Man' en 2011.

Il commence sa carrière d'acteur dans un rôle mineur dans le film Girls and Sex de Dennis Gansel, où il interprète le rôle d'un membre d'un groupe de musique. L'année suivante, il joue le rôle de Jochen Epstein à 19 ans dans le film La Nuit d’Epstein.
C'est son rôle de Cem Öztürk dans la série télévisée Family Mix, qui va le faire connaître aux grand public. Avec ce rôle, il va remporter plusieurs récompenses comme celle de « Meilleur acteur dans une série » mais aussi celui de « Meilleure série » aux Deutschen Fernsehpreis.
En 2008, il joue dans le film dramatique La Vague de Dennis Gansel. De 2009 à 2011, il interprète le Dr Maurice Knechtlsdorfer dans la série télévisée Le Journal de Meg créée par Bora Dağtekin.
En 2013, il joue le rôle de Zeki Müller dans la comédie allemande, Un prof pas comme les autres de Bora Dağtekin. Projeté en avant-première le 29 octobre 2013 à Munich, le film est sorti dans les cinémas allemands le 7 novembre 2013. Avec plus de 7 millions d'entrées, c'est le plus grand succès du box-office allemand en 2013 et figure dans le top 50 des plus grands succès du box-office allemand depuis 1968.
La même année, il joue dans le film d'aventure allemand, L'Oracle. Il obtient un excellent box-office.
Il reprendra le rôle de Zeki Müller dans Un prof pas comme les autres 2, sorti en septembre 2015 en Allemagne.
En 2016, il joue dans la comédie Willkommen bei den Hartmanns.

## Filmographie

### Cinéma

#### Longs métrages
- 2001 : Girls and Sex (Mädchen, Mädchen) de Dennis Gansel : membre du groupe de musique
- 2002 : La Nuit d'Epstein (Epsteins Nacht) de Urs Egger (de) : Jochen Epstein à 19 ans
- 2006 : Wholetrain (en) de Florian Gaag : Elyas
- 2008 : La Vague (Die Welle) de Dennis Gansel : Sinan
- 2009 : Männerherzen (de) de Simon Verhoeven (de) : Aggro Berlin Member
- 2009 : Zweiohrküken (de) de Til Schweiger : Bernd
- 2010 : Zeiten ändern dich de Uli Edel : Bushido jeune
- 2010 : Soccer Kids - Revolution (de) de Granz Henman (de) : Flo
- 2011 : What a Man (en) de Matthias Schweighöfer : Okke
- 2011 : Vic le Viking 2 : Le Marteau de Thor (Wickie auf großer Fahrt) de Christian Ditter : un gardien de prison
- 2012 : Offroad (de) de Elmar Fischer (de) : Salim Hekimoglu
- 2012 : Türkisch für Anfänger (de) de Bora Dagtekin : Cem Öztürk
- 2012 : Heiter bis wolkig (en) de Marco Petry (de) : Can
- 2012 : Le Club des 5 - le film de Mike Marzuk (de) : Tierfilmer Vince
- 2013 : The Mortal Instruments : La Cité des ténèbres de Harald Zwart : Vampire Lieutenant
- 2013 : Un prof pas comme les autres (Fack Ju Göhte) de Bora Dagtekin : Zeki Müller
- 2013 : L'Oracle (Der Medicus) de Philipp Stölzl : Karim
- 2014 : Who Am I: Kein System ist sicher de Baran bo Odar : Max
- 2014 : Männerhort (de) de Franziska Meyer Price (de) : Eroll
- 2015 : Traumfrauen (de) de Anika Decker (de) : Joseph
- 2015 : Un prof pas comme les autres 2 (Fack Ju Göhte 2) de Bora Dagtekin : Zeki Müller
- 2016 : Willkommen bei den Hartmanns de Simon Verhoeven (de) : Dr Tarek Berger
- 2017 : Frères de cœur (Willkommen bei den Hartmanns) de Marc Rothemund : Lenny
- 2017 : Un prof pas comme les autres 3 (Fack Ju Göhte 3) de Bora Dagtekin : Zeki Müller
- 2019 : Das perfekte Geheimnis de Bora Dagtekin : Leo Keschwari
- 2019 : L'Affaire Collini (Der Fall Collini) de Marco Kreuzpaintner : Caspar Leine
- 2020 : Nightlife (2020) (de) de Simon Verhoeven (de) : Milo
- 2020 : La Vie que nous voulions de Ulrike Kofler (de) :  Niklas
- 2022 : Liebesdings d'Anika Decker
- 2022: Tausend Zeilen[12]

#### Court métrage
- 2014: Feier den Moment

### Télévision

#### Séries télévisées
- 2002 : Verdammt verliebt : Mike Berger (1 épisode)
- 2003 : Une famille en Bavière (de) : Steven (1 épisode)
- 2004 : Les Allumeuses : Ali Can (4 épisodes)
- 2005 : Alerte Cobra : Erhan Ukul (1 épisode)
- 2006-2008 : Family Mix : Cem Öztürk (52 épisodes)
- 2006 : Abschnitt 40 (de) : Rajel Kalifeh (1 épisode)
- 2007-2008 : Berlin, brigade criminelle : Timur (4 épisodes)
- 2008-2011 : Le Journal de Meg : Dr Maurice Knechtlsdorfer (11 épisodes)
- 2010 : Danni Lowinski (en) : Rasoul Abbassi (13 épisodes)
- 2012: SOKO 5113 : (épisode Zimmer 105)
- 2013: Bully macht Buddy (épisode Der Müslimann)

#### Téléfilms
- 2001 : Riekes Liebe (de) de Kilian Riedhof
- 2002 : Ich schenk dir einen Seitensprung de Dominikus Probst (de) : Vendeur de rose
- 2003 : Die Stimmen de Rainer Matsutani (de)
- 2006 : Deutschmänner (de) de Ulli Baumann (de) : Machmuts Kumpel
- 2010 : Un amour sous couverture (de) de Franziska Meyer Price (de) : Sam McPhearson
- 2011 : Rottman schlägt zurück de Mark Schlichter (de) : Deniz Öktay
- 2011 : Biss zur großen Pause - Das Highschool Vampire Grusical
- 2012 : Die Märchenstunde (épisode Kalif Storch)

#### Émissions télévisées
2021 : Wer stiehlt mir die Show? (ProSieben)

### Doublage
- 2012 : Hôtel Transylvanie : Jonathan (voix allemande)
- 2012-2013, 2016 : Once Upon a Time - Es war einmal ... (voix allemande de Billy)
- 2013 : Monstres Academy : Art (voix allemande)
- 2014 : Paddington : Paddington (voix allemande)
- 2017 : Paddington 2 : Paddington (voix allemande)

## Voix françaises
En France, Pierre Lognay est la voix française ayant le plus doublé Elyas M'Barek.
| En France - Pierre Lognay dans : - Family Mix (série télévisée) - Le Journal de Meg (série télévisée) - Nicolas Matthys dans : - Un prof pas comme les autres 2 - Un prof pas comme les autres 3 | et aussi - Romain Berger dans La Vague - Mathieu Moreau dans Un prof pas comme les autres |